# Sébastien Pocheron
Sébastien Pocheron est un ecclésiastique, homme politique français né le 12 janvier 1745 à Saint-Bérain-sur-Dheune en Saône-et-Loire et décédé le 6 décembre 1826 à Sampigny-lès-Maranges. Prêtre en Bourgogne, il est élu député aux Etats-Généraux de 1789.

## Biographie
Sébastien Pocheron est fils de François Pocheron, laboureur à Saint-Bérain-sur-Dheune, et de Françoise Verdelet.
Il est curé de Champvent, depuis 1782, quand il est élu le 27 mars 1789 député du clergé aux États-Généraux par le bailliage de Charolles. Le 19 juin 1789 il est parmi les 148 députés du clergé qui se joignent au tiers état. Il vote avec la majorité de la Constituante, se prononce pour la vérification en commun des pouvoirs, est adjoint au comité de règlement, et prête le serment ecclésiastique le 29 décembre 1790. Il disparaît de la scène politique après la session. 
En 1795, résidant chez son frère à Saint-Julien-sur-Dheune, il rétracte son serment. Remplacé à la cure de Champvent devenue celle de La Guiche, il est nommé en 1803 curé de l'église vicariale du village vigneron de Sampigny-lès-Maranges (diocèse d'Autun). C'est dans cette fonction qu'il meurt en 1826.